# Raddia
Raddia là một chi thực vật có hoa trong họ Hòa thảo (Poaceae).
Phần lớn các loài chỉ được tìm thấy ở Brazil. Chi này được đặt theo tên nhà thực vật học và nhà nghiên cứu động vật lưỡng cư người Ý tên là Giuseppe Raddi, 1770–1829.

## Loài
Chi Raddia gồm các loài:
1. Raddia angustifolia Soderstr. & Zuloaga - Bahia
2. Raddia brasiliensis Bertol. - Rio de Janeiro, Bahia, Espírito Santo, Mato Grosso, Paraíba
3. Raddia distichophylla (Steud. ex Nees) Chase - Bahia
4. Raddia guianensis (Brongn.) C.L.Hitchc. - Trinidad & Tobago, Pará, French Guiana, Suriname, Venezuela (Carabobo, Yaracuy)
5. Raddia lancifolia R.P.Oliveira & Longhi-Wagner - Espírito Santo
6. Raddia megaphylla R.P.Oliveira & Longhi-Wagner - Espírito Santo, Bahia
7. Raddia portoi Kuhlm. - Bahia
8. Raddia soderstromii R.P.Oliveira, L.G.Clark & Judz. - Bahia, Rio Grande do Norte, Rio de Janeiro, Sergipe
9. Raddia stolonifera R.P.Oliveira & Longhi-Wagner - Bahia

Trước đây có
Xem Arberella Crypsis Cryptochloa Piresia Raddiella
- Raddia aculeata - Crypsis aculeata
- Raddia biformis - Piresia sympodica
- Raddia capillata - Cryptochloa capillata
- Raddia concinna - Cryptochloa concinna
- Raddia costaricensis - Arberella costaricensis
- Raddia malmeana - Raddiella malmeana
- Raddia nana - Raddiella esenbeckii
- Raddia strictiflora - Cryptochloa strictiflora
- Raddia sympodica - Piresia sympodica